# Hussein Yasser
Hussein Yasser El-Mohammadi Abdulrahman (en arabe : حسين ياسر المحمدي عبد الرحمن) est un footballeur international qatarien né le 19 janvier 1984 à Doha.

## Carrière
- 2001-2002 :  Al Rayyan Club
- 2002-2004 :  Royal Antwerp FC
- 2004-déc. 2004 :  AEL Limassol
- jan. 2005-2005 :  Al Sadd Doha
- 2005-déc. 2005 :  Manchester City
- jan. 2006-2006 :  Al Sadd Doha
- 2006-2007 :  Al Rayyan Club
- 2007-2008 :  Sporting Braga
  - jan. 2008-2008 :  Boavista FC (prêt)
- 2008-jan. 2010 :  Al Ahly SC
- jan. 2010-2011 :  Zamalek SC
- 2011-2013 :  SK Lierse
- 2020-... :  RFC Pangloss

## Palmarès
Al-Rayyan SC
- Vainqueur de la Coupe Crown Prince de Qatar en 2001.

 Al Ahly SC
- Championnat d'Égypte en 2009 et 2010.
- Vainqueur de la Supercoupe de la CAF en 2009.